# 竹瓦江
竹瓦江，位于中国广西壮族自治区南部，是武思江右岸支流，发源于浦北县六硍镇塘冲村，向北流至兴业县境内转西流，复入浦北县境，于寨圩镇平村以北1千米处汇入武思江。河长29千米，流域面积160平方公里。